# Franz Philipp von Lamberg
El Conde Franz Philipp von Lamberg (en húngaro: Lamberg Ferenc Fülöp gróf, 30 de noviembre de 1791-28 de septiembre de 1848) fue un soldado y hombre de estado austríaco, quien sostuvo el rango militar de mariscal de campo (en alemán: Feldmarschall). Tuvo un breve pero importante rol en la Revolución húngara de 1848.

## Ancestros
La familia Lamberg es originaria de Carintia, Austria. Franz Philip era hijo del Conde Philip Joseph von Lamberg (1748-1807), Chambelán Imperial y Real y terrateniente, y de su esposa, nacida Baronesa Borbála Luzsénszky de Luzsna y Reglicze (1771-1843). Su abuelo materno, el Barón György Luzsénszky era propietario de extensas tierras en Hungría.

## Biografía

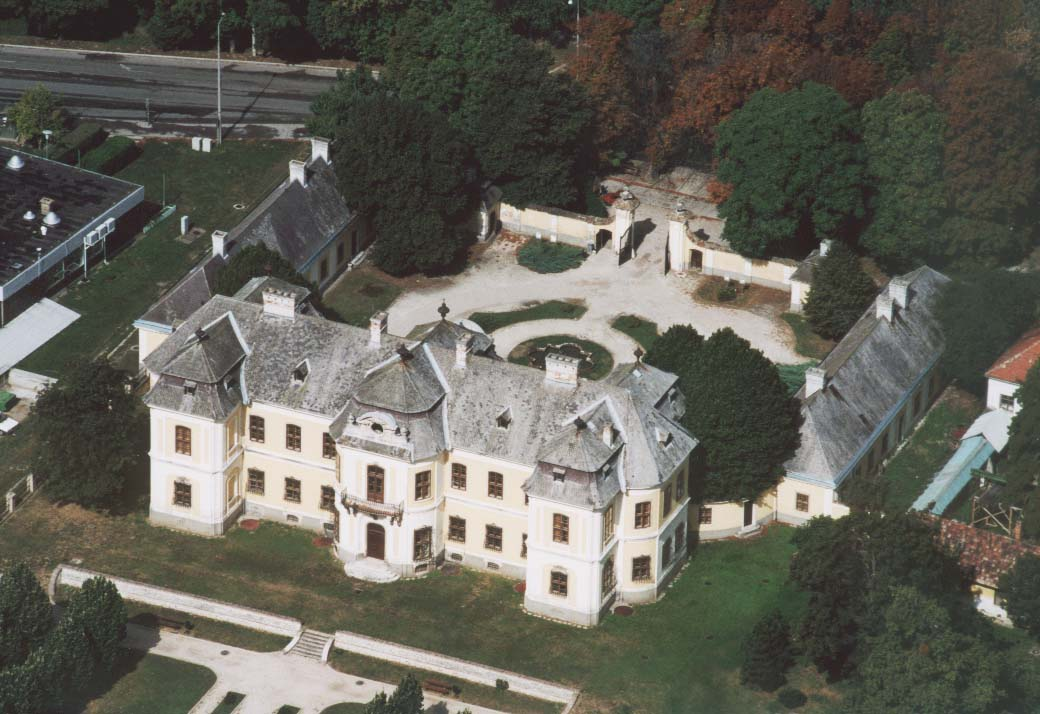
Castillo de Lamberg en Mór.

Lamberg nació en Mór, Hungría, el 30 de noviembre de 1791. Ingresó en el servicio del Ejército austrohúngaro (en alemán: Landstreitkräfte Österreich-Ungarns) en 1810, a la edad de 18 o 19 años. Fue promovido al rango de mayor general (en alemán: Generalmajor) en 1834 y al rango de mariscal de campo (en alemán: Feldmarchall) en 1842. Se convirtió en Jefe de Estado Mayor de las fuerzas imperiales y reales estacionadas en Hungría en 1834. 
Junto a su carrera militar, Lamberg también trabajó como periodista y escritor. Sus primeras publicaciones fueron en el periódico Hírnök ("Mensajero" en húngaro) en Pozsony (Bratislava, Eslovaquia), y escribió múltiples libros tanto en alemán como en húngaro, el más conocido Otra Terra Incognita. Conocimiento y hechos sobre los dominios no húngaros del Imperio austríaco (Még egy Terra Incognita. Ismeretek 's tudnivalók az ausztriai birodalom nem magyar tartományairól), publicado en 1841 en Pozsony. En 1844, fue considerado para ser miembro de la Academia Húngara de las Ciencias.

## Papel en la Revolución húngara de 1848
En 1848, Lamberg era comandante de la división Pozsony del Cuartel General húngaro (en alemán: k. und k. Generalkommando in Ungarn). Cuando fue formado el primer gobierno independiente de Hungría, y el país estaba estableciendo su fuerza militar independiente, el ministro de Guerra Lázár Mészáros pidió a Lamberg que se uniera, pero este rehusó participar. En sus memorias, Lázár escribe "[Lamberg] era más un enemigo que un amigo de la nueva constitución (...) expresó el mayor disgusto por ella".
El 25 de septiembre de 1848, la corte vienesa nombró a Lamberg comandante militar y palatino provisional de Hungría. El nombramiento no había sido previamente firmado por el ministro húngaro, de tal modo que el gobierno lo consideró inválido el 27 de septiembre. 
Lamberg llegó a Buda el 28 de septiembre para obtener la firma y asumir su puesto. Deseaba reunirse con el Primer Ministro Conde Lajos Battyhány, quien ya había ido a reunirse con Lamberg en una base militar, donde pretendía firmar el nombramiento.
Mientras estaba cruzando el Puente de las Cadenas, una multitud enfurecida y frustrada por la aproximación de una ejército croata reconoció a Lamberg, lo asesinó, mutiló el cuerpo y llevó triunfantes sus trozos alrededor, empalado en guadañas.
La muerte de Lamberg demostró ser un punto de inflexión para la revolución, matando todas las esperanzas de una solución pacífica. Fue una de las razones del rey Fernando V para disolver la Dieta de Hungría el 4 de octubre de 1848 y nombrar al Conde Josip Jelačić von Bužim, Ban de Croacia y líder del Ejército croata, como gobernador civil y militar de Hungría.

## Matrimonio e hijos
Lamberg se casó con la Condesa Carolina Hoyos (1811-1875) el 19 de abril de 1828 en Viena. Ella era hija del Conde Juan Ernesto Hoyos (1779-1859), un rico terrateniente, y de la Condesa María Teresa Schlabrendorff (1781-1862). Juntos, tuvieron siete hijos:
- Condesa Ernestine von Lamberg (1829-1874), quien se casó con Antal Szécsen de Temerin (1819-1896), un político húngaro y tuvieron descendencia.
- Condesa Caroline von Lamberg (1830-1883), quien se casó con el Conde Alphons von Wimpffen (1828-1866).
- Conde Franz Imre von Lamberg (1832-1901), quien se casó con al Condesa Anna Maria von Lamberg (1837-1897).
- Condesa Maria Theresia Charlotte von Lamberg (1833-1876), quien se casó con Alphons von Mensdorff-Pouilly (1810-1894).
- Condesa Theresa von Lamberg (1836-1913), quien se casó con el Conde Franz von Meran (1839-1891).
- Conde Philipp von Lamberg (1838-1874), quien se casó con la Baronesa Marie von Wenckheim (1848-1900).
- Conde Heinrik von Lamberg (1841-1838), quien sirvió como general de la caballería y se casó con la Princesa Eleonore zu Schwarzenberg